# Atmosféra

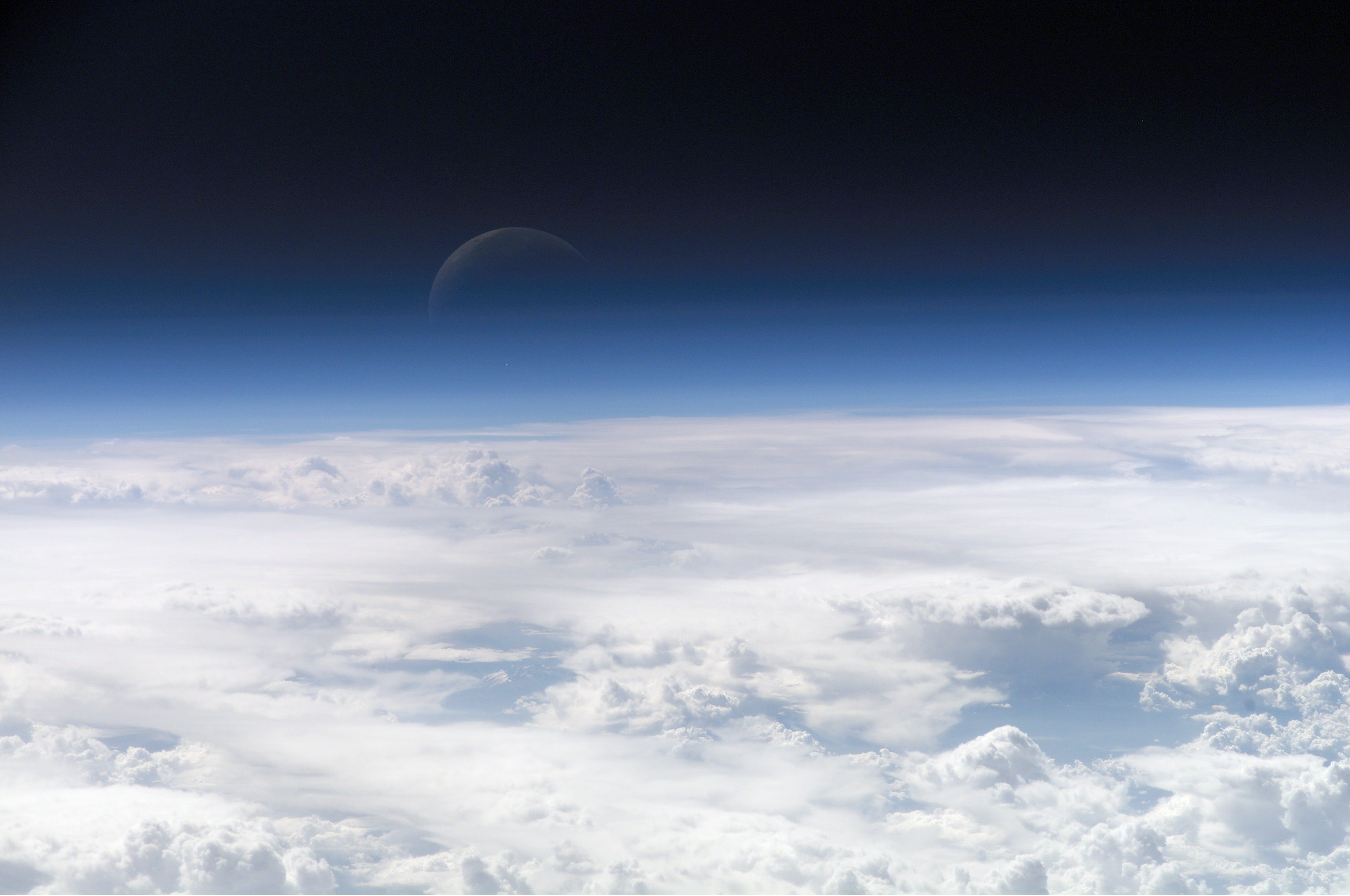
Horní vrstvy atmosféry Země

Atmosféra (z řečtiny: atmos – pára, sphaira – koule) je plynný obal tělesa v kosmickém prostoru. Těleso může být obklopeno atmosférou pouze za předpokladu, že má dostatečnou hmotnost na to, aby plyn vázalo gravitační silou. V případě některých plynných sloučenin musí být splněna i další podmínka – dostatečně nízká teplota. Atmosféru Země tvoří z 21 % kyslík, ze 78 % dusík a 1 % zabírají vzácné plyny a ostatní prvky.
Hustota plynu je nepřímo úměrná hmotnosti tělesa. Lehčí plyn (např. vodík) neunikne do vesmíru, je-li vázán vyšší gravitační silou. To je případ plynných obrů ve sluneční soustavě, např. Jupitera.
Atmosféra je důležitou ochranou života před kosmickým zářením.

## Atmosféry planet

### Atmosféra Merkuru

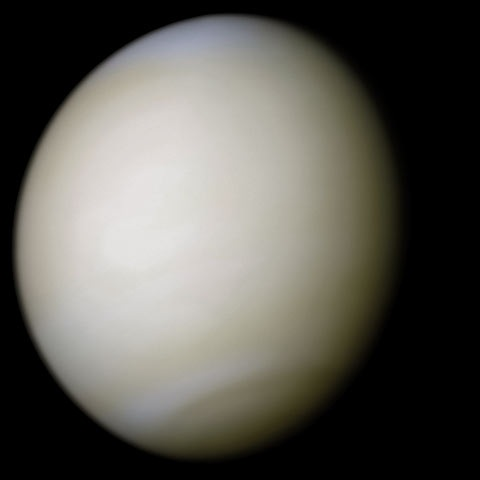
Snímek atmosféry Venuše v pravých barvách. Viditelné jsou pouze svrchní vrcholky mračen obepínající planetu.

Merkur má velmi tenkou atmosféru, složenou z atomů vyražených z jeho povrchu slunečním větrem, což je zapříčiněno slabým gravitačním polem vytvářeným poměrně lehkou planetou. Protože je povrch Merkuru velmi horký, tyto atomy rychle unikají do vesmíru. Takže oproti Zemi nebo Venuši, jejichž atmosféry jsou stabilní, atmosféra Merkuru je proměnlivá a musí být neustále doplňována. Tlak atmosféry na povrchu je menší než 5,10−10 Pa, tedy v pozemských měřítkách ultravysoké vakuum, daleko vyšší tlak má i vakuum v běžné žárovce.

### Atmosféra Venuše
Současná představa o struktuře atmosféry Venuše se zakládá na měřeních uskutečněných sondami typu Veněra, Mariner, Pioneer-Venus, pozemskými pozorováními a teoretickými modely, které umožňují odhadovat chování atmosféry. Venuše je obklopena hustou vrstvou atmosféry, která je tvořená převážně z oxidu uhličitého, dále pak malého množství dusíku, kyslíku a vodní páry. Kombinace těchto plynů má za následek vznik silného skleníkového efektu, který zvyšuje teplotu povrchu o více než 400 °C, v oblastech okolo rovníku dokonce až o 500 °C.

### Atmosféra Země
- Země má relativně hustou atmosféru složenou ze 78 % dusíku, 21 % kyslíku, 1 % argonu a stopového množství jiných plynů včetně oxidu uhličitého a vodních par. Atmosféra chrání povrch Země před dopadem některých druhů slunečního záření. Její složení je nestabilní a silně ovlivněno biosférou. Jde především o velké množství volného dvouatomového kyslíku, který vyrábějí pozemské rostliny a bez nichž by se kyslík v atmosféře v geologicky krátkém čase sloučil s materiály z povrchu Země. Volný kyslík v atmosféře je známkou života. Atmosféru Země dělíme na několik vrstev:
- Troposféra – v troposféře se nachází naše civilizace, a veškerý inteligentní život na Zemi
- Stratosféra – stratosféra se nachází nad troposférou, od 7–17 km až do 50 km. Teplota stoupá s nadmořskou výškou.
- Mezosféra – sahá od 50 km až do 80–85 km.Teplota zde s nadmořskou výškou naopak klesá.
- Termosféra – největší část atmosféry zaujímá termosféra, která sahá od 80–85 km až do 500-1000 km. Teplota zde s narůstající výškou opět stoupá. Od výšek nad 100 km se utváří např. polární záře.
- Exosféra – nejvyšší vrstva atmosféry sahající do 10–35 tis. km. Plynule navazuje na meziplanetární prostor, kde již gravitace Země nedokáže molekuly plynu trvaleji udržet.

### Atmosféra Marsu

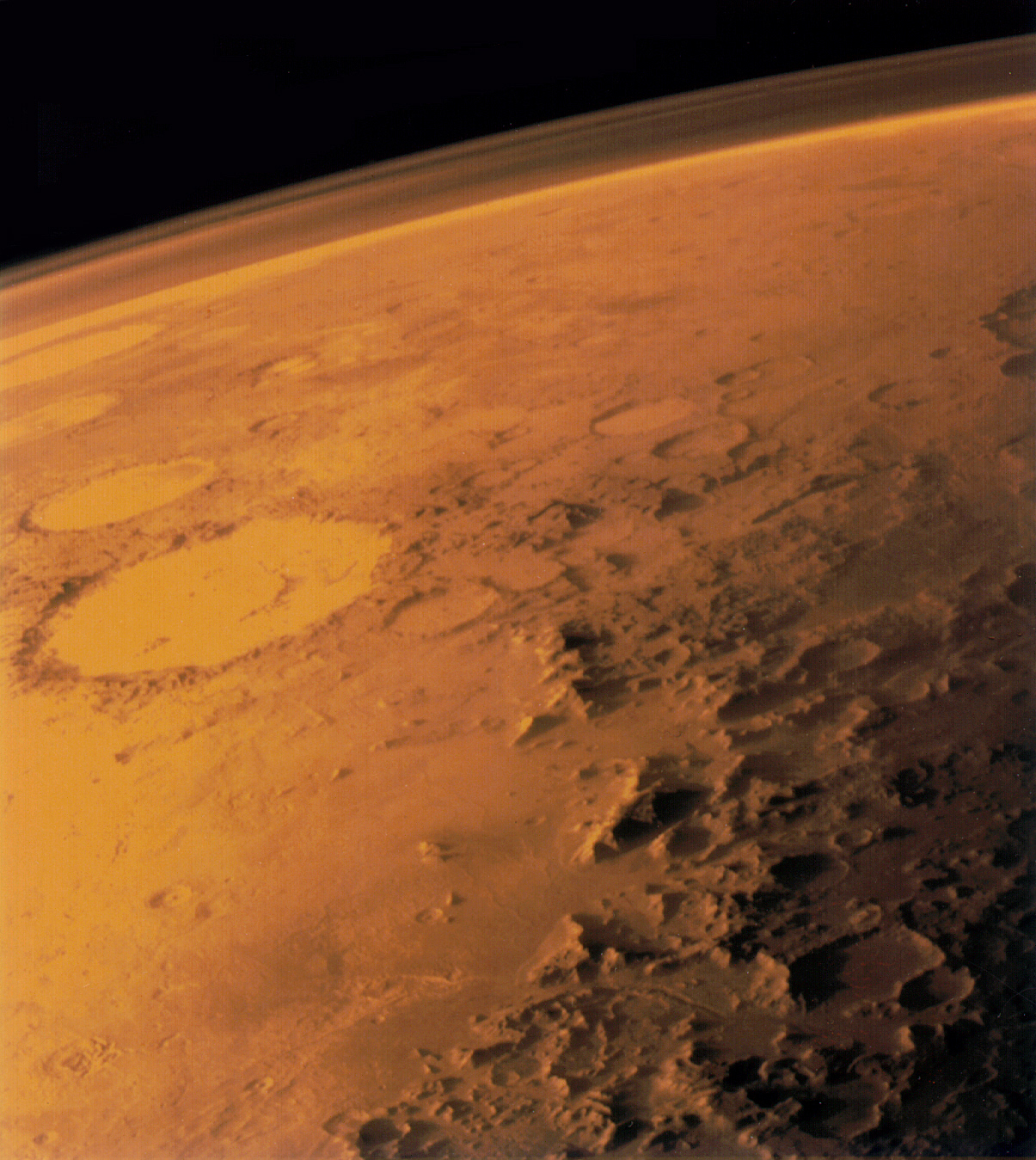
Nad povrchem Marsu je při bočním pohledu viditelná atmosféra (snímek družice Mars Global Surveyor)

Mars má dnes velmi řídkou atmosféru, která není schopná zadržovat tepelnou výměnu mezi povrchem a okolním prostorem, což má za následek velké tepelné rozdíly během dne a noci. Tlak na povrchu se pohybuje mezi 600 až 1000 Pa, což je přibližně 100 až 150krát méně než na povrchu Země či jako přibližně ve 30 km nad jejím povrchem. Podobně jako na Zemi ale dochází ke změnám v atmosféře v závislosti na sezónních výkyvech, jak se planeta přibližuje a oddaluje od Slunce. V zimě 25–30 % atmosférického oxidu uhličitého zmrzne na pólech, zatímco v létě opět sublimuje a vrátí se do atmosféry.
Atmosféra je tvořena převážně z oxidu uhličitého (95,32 %), dále obsahuje: dusík (2,7 %), argon (1,6 %), kyslík (0,13 %), oxid uhelnatý (0,07 %) a vodní páry (0,03 %), která vzniká sublimací z polárních čepiček. Mezi ostatní plyny vyskytující se v atmosféře se pak ještě řadí neon, krypton, xenon, ozón a metan (který je možným indikátorem života na Marsu, jelikož podléhá rychlému rozpadu).